# European Food Information Council
Das Europäische Informationszentrum für Lebensmittel (englisch European Food Information Council, kurz EUFIC) ist eine Denkfabrik der europäischen Lebensmittelindustrie. Sie ist als eine gemeinnützige Organisation registriert und hat ihren Sitz in Brüssel. EUFIC wurde 1995 gegründet mit dem Anspruch, Medien, Lebensmittel- und Ernährungswissenschaftlern, Erziehern und Verbrauchern wissenschaftlich fundierte Informationen über Lebensmittelsicherheit und -qualität sowie Gesundheit und Ernährung zu bieten.

## Arbeitsbereiche
Der EUFIC vertritt kein Produkt oder Unternehmen und betätigt sich, nach eigenen Angaben, nicht als Lobbyist im legislativen oder regulatorischen Bereich. Die behandelten Themen sind (Auswahl):
- Adipositas (Fettleibigkeit)
- Diät und Gewichtskontrolle
- Funktionelle Lebensmittel, die mit zusätzlichen Inhaltsstoffen angereichert sind
- Lebensmittelzusätze und Süßungsmittel
- Nahrungsmittelallergien durch eine spezifische Überempfindlichkeit (Allergie)
- Lebensmittelkennzeichnung und Informationen für die Endverbraucher

## Organisation und Mitglieder
Die 1995 gegründete Nichtregierungsorganisation wird von einem Verwaltungsrat geführt, der von den Mitgliedsunternehmen gewählt wird. Generaldirektorin ist Laura Fernández Celemín.
Die Mitglieder von EUFIC sind Abbott Nutrition, Bunge Europe, Cargill, Cereal Partners Worldwide (Joint Venture zwischen General Mills und Nestlé), Coca-Cola, Dow Seeds, DSM, Ferrero, General Mills, Mondelēz Europe, Mars, Nestlé, PepsiCo, Pınar Et (Fleischgroßhandel), Tereos (Zuckerhersteller), Ülker und Unilever.
Die Organisation Foodwatch bezeichnet EUFIC wegen dieser Struktur als „das Who ist Who der internationalen Nahrungsmittelkonzerne“ und stellt die Glaubwürdigkeit von EUFIC-Studien in Frage. Mittels einer solchen Studie soll beispielsweise Einfluss genommen werden auf ein aktuelles Gesetzgebungsverfahren, um die EU-weite Einführung der Ampelkennzeichnung von Lebensmitteln zu verhindern und diese auf nationaler Basis sogar zu verbieten.
Die Organisation finanziert sich aus öffentlichen Mitteln der EU, Mitgliedsbeiträgen und Umsätze aus öffentlichen Aufträgen oder dem Verkauf ihrer Publikationen. Im Jahr 2016 standen ihr insgesamt 1.699.486 Euro zur Verfügung; davon kamen 476.746 Euro aus Mitteln der EU, 1.067.161 Euro aus Mitgliedsbeiträgen und 10.587 Euro erwirtschaftete der EUFIC durch eigene Rechnungsstellung. Von der Coca-Cola Foundation erhielt sie 78.092 Euro, von der European Palm Oil Alliance 66.900 Euro.
EUFIC erhält auch einzelne Projektfinanzierungen durch die Europäische Kommission.

## Projekte
- Food Today ist der zweimonatliche Newsletter von EUFIC (auf Englisch, Französisch, Deutsch, Italienisch und Spanisch), der über eine Vielzahl von Themen informiert von Nahrungsmittelsicherheit bis zu gesunder Ernährung und Lebensführung.
- Latest Science bietet Abonnenten eine anwenderfreundliche Zusammenfassung der wichtigsten Veröffentlichungen aus dem Bereich der akademischen Forschung über Ernährung, Gesundheit und Nahrungsmittelsicherheit.
- Der EUFIC verwaltet Forschungsprogramme über das Verbraucherverständnis von Ernährungsinformationen auf Lebensmitteletiketten und Risikovermittlung.
- Der EUFIC wirkt mit bei der Aktionsplattform für Ernährung, körperliche Bewegung und Gesundheit der Generaldirektion für Gesundheit und Verbraucherschutz (DG SANCO) und bei der Konsultationsplattform für Interessengruppen der europäischen Behörde für Lebensmittelsicherheit (EFSA).
- Der EUFIC trägt zu einer Anzahl EU-finanzierter Forschungsprojekte bei.